# Гликштат
Гликштат (њем. Glückstadt) град је у њемачкој савезној држави Шлезвиг-Холштајн. Једно је од 112 општинских средишта округа Штајнбург. Према процјени из 2010. у граду је живјело 11.707 становника. Посједује регионалну шифру (AGS) 1061029, NUTS (DEF0E) и LOCODE (DE GLU) код.

## Географски и демографски подаци
Гликштат се налази у савезној држави Шлезвиг-Холштајн у округу Штајнбург. Град се налази на надморској висини од 2 метра. Површина општине износи 22,8 km². У самом граду је, према процјени из 2010. године, живјело 11.707 становника. Просјечна густина становништва износи 514 становника/km².

## Међународна сарадња
| Мјесто        | Држава   | Врста сарадње | Од    |
| ------------- | -------- | ------------- | ----- |
| Кристијанстад | Шведска  | контакт       | 2000. |
| Устка         | Пољска   | контакт       | 1995. |
| Кристијансанд | Норвешка | контакт       | 2000. |
| Извор         |          |               |       |